# 1951년 칸 영화제
제4회 칸 영화제는 1951년 4월 3일부터 1951년 4월 20일까지 열린 영화제이다. 프랑스 칸에서 개최되었다.

## 수상

### 심사위원대상
- 이브의 모든 것 - 조셉 맨키위즈 수상

### 감독상
- 잊혀진 사람들 - 루이스 부뉴엘 수상

### 여우주연상
- 이브의 모든 것 - 베티 데이비스 수상

### 남우주연상
- 브라우닝 버전 - 마이클 레드그레이브 수상

### 그랑프리
- 밀라노의 기적 - 비토리오 데 시카 수상
- 영양 제리 - 알프 쉐베르그 수상